# Шоссе 98 (Израиль)
Шоссе 98 (ивр. כביש 98‎ , англ. Highway 98) — израильское шоссе, ведущее с севера на юг в северной части Израиля. Длина шоссе 94 км, оно ведет от южного побережья озера Кинерет в районе Цемах через все Голанские высоты вплоть до горы Хермон. 
Шоссе 98 самое крутое по сравнению с другими автомагистралями в Израиле, оно поднимается с 210 метров ниже уровня моря в районе Кинерета до 1600 метров над уровнем моря в районе Хермона.

## История
Шоссе 98 было главной дорогой Голанских высот еще до Шестидневной войны. В конце 1960-х и в начале 1970-х из-за близости дороги к границе с Иорданией в районе Хамат-Гадер многие автомобилисты воздерживались от использования этой дороги к югу от Эль- Кунейтры. В результате в 1969 году было построено два новых шоссе от Кинерета к шоссе 98, в объезд опасной зоны: небольшую безымянную дорогу, вливающуюся в шоссе 98 к югу от перекрёстка Афек и позднее шоссе 789, соединившее национальный парк Курси с перекрёстком Афек.
В конце 1970 года было решено обновить и перестроить южную часть шоссе 98 на участке от кибуца Мево-Хама до Хамат-Гадер.

## Фотографии на Шоссе 98

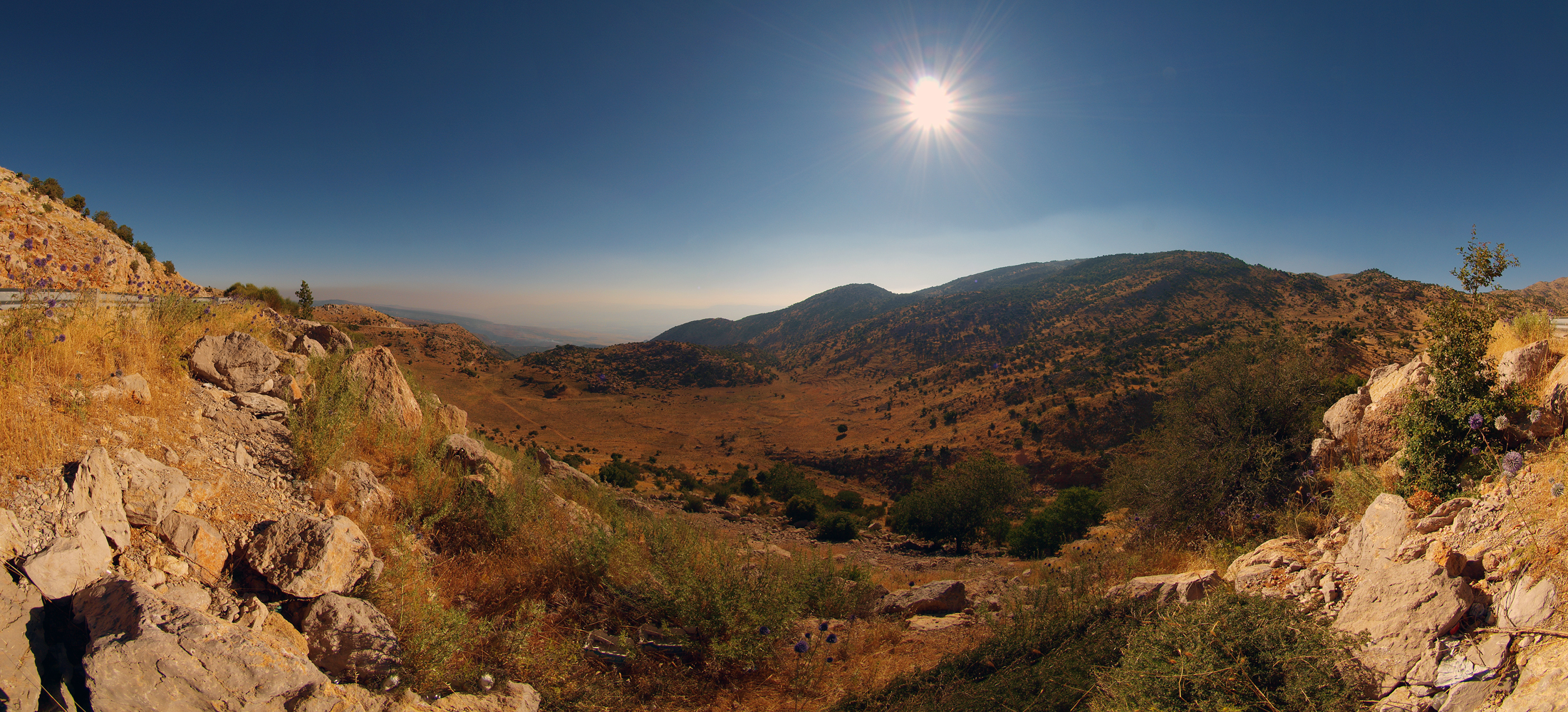
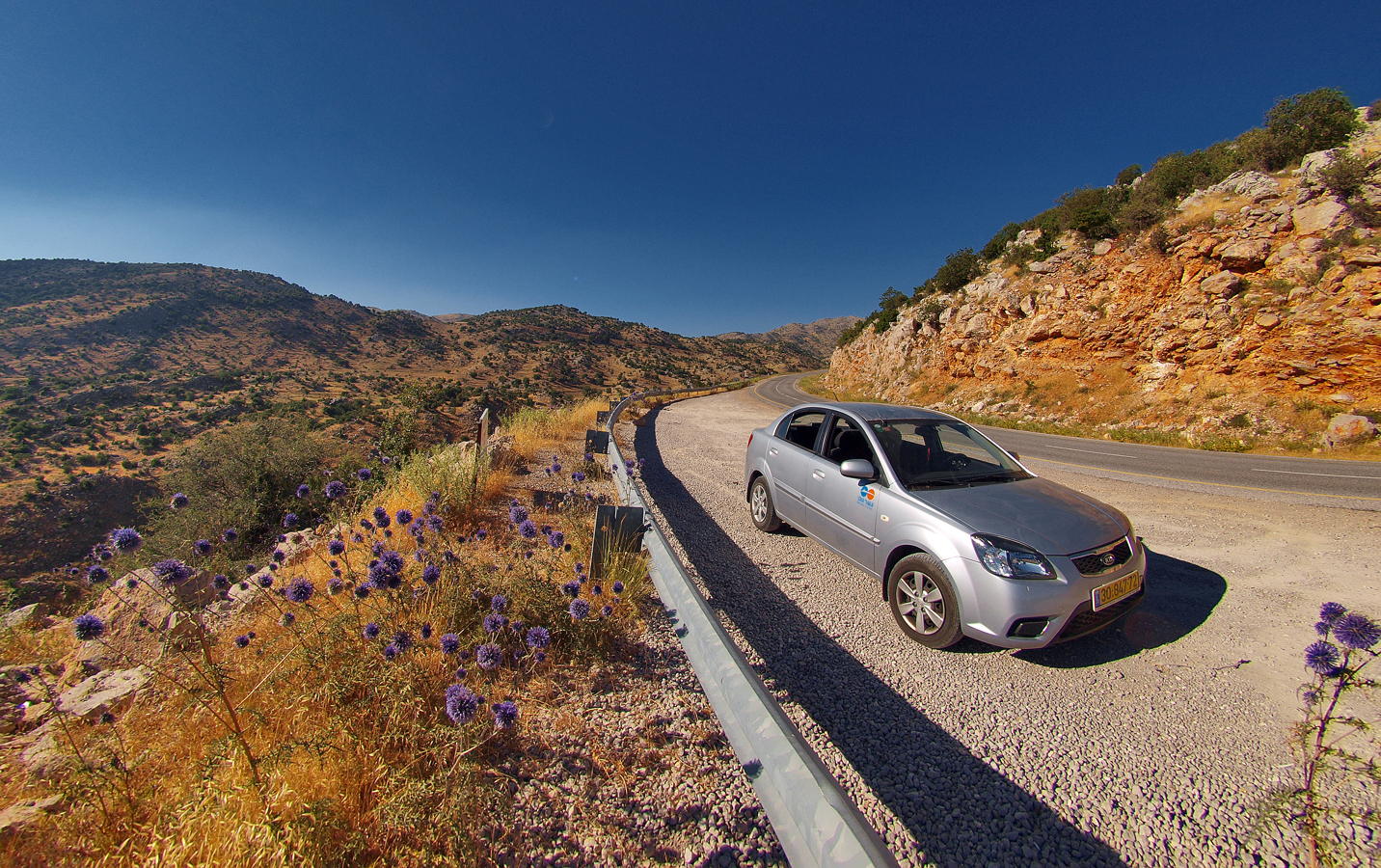

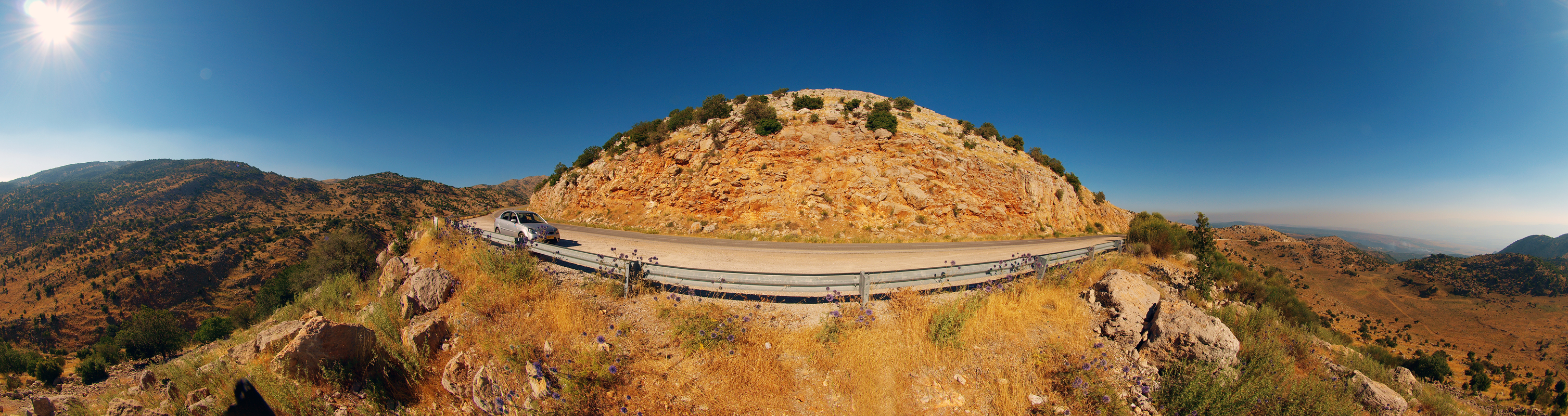

## Перекрёсткииразвязки
| Километр | Название                                 | Тип | Расположение  | Пересечение дорог |
| -------- | ---------------------------------------- | --- | ------------- | ----------------- |
| 0        | ивр. צומת צמח‎ (перекрёсток Цемах)        |     | Цемах         | Шоссе 90          |
| 1.5      | ивр. צומת מעגן‎ (перекрёсток Мааган)      |     | Тель-Кацир    | Шоссе 92          |
| 3        | ивр. צומת ללא שם‎ (перекрёсток без имени) |     | Шаар-ха-Голан | Дорога без имени  |